# Looking for Richard
Looking for Richard es un documental de 1996 dirigido e interpretado por Al Pacino, sobre Ricardo III de William Shakespeare y que realiza una gran revisión del papel continuo de Shakespeare y de su relevancia en la cultura popular.
Pacino interpreta al personaje del título y a él mismo. El elenco incluye a Kevin Spacey, Winona Ryder, Alec Baldwin y Aidan Quinn. También incluye comentarios de los actores (como ellos mismos).